# Ils étaient tous mes fils
Ils étaient tous mes fils (All My Sons) est une pièce de théâtre écrite par Arthur Miller en 1946,.

## Argument
La pièce se déroule sur quelques jours, dans une petite ville américaine, peu après la fin de la Seconde Guerre mondiale, dans un cadre unique : la cour de la maison de la famille Keller.
Le quotidien presque paisible dans lequel vivait cette famille se trouve bouleversé par la venue de deux personnes surgies de leur passé. Il en découle un retour en arrière qui conduit peu à peu à un dénouement inattendu et dramatique.